# Christofer Stevenson
Christofer Stevenson, nascido a 25 de abril de 1982 em Göteborg, é um ciclista profissional sueco membro da equipa dinamarquêsa Concordia Forsikring-Riwal.

## Palmarés
2004
- 3.º no Campeonato da Suécia em Estrada

2005
- Scandinavian Race
- 2.º no Campeonato da Suécia em Estrada

2006
- 2.º no Campeonato da Suécia em Estrada

2008
- Tour de Loir-et-Cher

2009
- 1 etapa do Tour de Olympia

2012
- Campeonato da Suécia em Estrada